# Потвори (фільм, 2018)
«Потвори» (англ. Freaks) — науково-фантастичний трилер 2018 року режисера та сценаристів Зака Ліповські та Адама Стейна. Прем'єра фільму відбулася на Кінофестивалі в Торонто 8 вересня 2018 року. В США фільм вийшов у прокат 13 вересня 2019 року.

## Сюжет
У відокремленому будиночку одного з районів Лос-Анджелеса живуть маленька дівчинка Хлоя та її дбайливий батько. Цілком нормальна сім'я, якщо не вважати, що дівчинка одним поглядом може підняти в повітря важку шафу, а у батька завжди напоготові знятий із запобіжника пістолет. Щодня, йдучи з дому, тато замикає доньку, і категорично забороняє відчиняти двері. Їй не можна ні з ким розмовляти і навіть не дозволено підходити до вікна. Єдина розвага дівчинки: потай спостерігати через завісу за фургончиком морозива, який цілими днями стирчить біля їхнього будинку. Грає музика і таємничою голос закликає її відімкнути двері і поласувати солоденьким. Малій так хочеться морозива, але ж тато сказав, що це смертельно небезпечно: ніхто не повинен її бачити! І ось одного разу дівчинка порушує заборону, і починаються найнеймовірніші події, які тільки можна уявити.

## У ролях
- Лексі Колкер — Хлоя Льюїс / Елеонора Рід
- Еміль Гірш — Генрі Льюїс (батько)
- Брюс Дерн — Алан Льюїс / містер Сноукон
- Аманда Крю — Мері Льюїс
- Грейс Пак — агент Сесілія Рей
- Алекс Паунович — Роберт Крейген
- Мішель Харрісон — Ненсі Рід
- Ава Телек — Гарпер Рід

## Критика
Фільм отримав здебільшого позитивні відгуки кінокритиків. На сайті Rotten Tomatoes фільм має рейтинг 90 % на основі 40 рецензій критиків із середньою оцінкою 7,12 із 10. На сайті Metacritic фільм отримав оцінку 64 зі 100 на основі 10 рецензій, що відповідає статусу «головним чином, позитивні рецензії».